# ルーアン・レゼサール
ルーアン・レゼサール（Rouen-Les-Essarts）はフランス、ルーアン近郊の公道を利用したサーキット。全長6,542m。

## 開設
1894年7月22日に世界初の自動車レース「パリ-ルーアン自動車レース（英語: Paris–Rouen (motor race)）」がこの地で開催され、フランスにおけるモータースポーツの文化が確立された後に、レゼサールの森で小さなサーキットが作られたのが始まりとされる。このサーキットは、第二次世界大戦終戦前には使われなくなった。
第二次世界大戦が終わった4年後の1949年には、レゼサールとオリヴァルを結ぶ道路の建設が計画された際に、ルーアンのノルマンディー自動車クラブはこの道路をレース用の道路として一時的に使用すると政府に申請。1950年に全長5.1kmのサーキットが完成した。

## コース概要
スタート地点は丘の上にあり、そこかオリヴァルという街に向かって下り、「ヌーヴォーモンド・ヘアピン」で向きを変え、また丘を登っていく。ここまでがルーアン・レゼサールの全レイアウトにおける共通区間である。最も危険な区間のヘアピンの前には後々シケインが設けられた。
サーキットが完成したばかりの頃は、エトワールというコーナーを右に曲がってエトワール通りを走り、突き当たったらまた右に曲がって丘を下り始め、スタート地点へ戻るコースとなっていた。
1955年からはコースが変更となり、今までエトワールというコーナーを右に曲がるところをそのまま直進した後、新設されたコーナーを右に曲がってN138に合流。1km弱走ってまた右に曲がり、スタート地点まで下っていくコースであった。
他にも、Gresil - Paradis間にサーキット専用のルートを作って走ることもあった。全体的に狭い道であり、唯一オーバーテイクが可能なのはN138程度であった。時折フェンスやクラッシュバリア、藁の俵が敷かれていたことを除けば、国内屈指の速さを誇るコースであったにもかかわらず安全設備が貧弱で、ランオフエリアもほとんどなかった危険なサーキットであった。

## 最初のレース
ルーアン・レゼサールにおいて最初のレースは、開設されて1年後の1950年7月30日、ノルマンディー自動車クラブ会長ジャン・サヴァレが開催したレースである。このレースの勝者は、フランス人のルイ･ロジェ（英語: Louis Rosier）がタルボ・ラーゴを駆って初のルーアンGPを制した。同日、F3ではイギリス人のビル・ホワイトハウス（英語: William Whitehouse）が優勝した。翌年にはF2とF3が開催。そのまた翌年にはF1が開催された。
1952年7月6日に開催されたF1では、雨天の中77周走り切り、この年フェラーリは3勝目を果たした。当時のドライバーは、このレースを「フランスで最も挑戦的で美しいサーキット」と語り、その短い車幅、アップダウンに富んだコース特性、森の中を突っ走ることなどからニュルブルクリンクのノルドシュライフェを彷彿させたという。

## 死亡事故
最初の死亡事故は1968年7月9日、ルノー・ゴルディーニカップのレース中に起きた。フランス人のジャン・クロード・ベルナスコーニが、Six Frèresでコースアウト。何度か横転して車から投げ出されたベルナスコーニは大怪我を負い、10日後にパリの病院で死亡した。
さらに、翌年の7月7日のフランスGPではホンダ・RA302を駆るジョー・シュレッサーが同じ区間で死亡。シュレッサーはほとんどテストの行っていなかったRA302で雨のルーアンを2周走った後にコントロールを失ってしまい、まっすぐに土手にクラッシュした。マシンは仰向けのままコース脇に落下すると、マシンは炎上。燃え上がるマシンをマーシャルは必死に消し止めようとしたが、満載にした燃料とマグネシウムを多用したボディは簡単には鎮火はしなかった。シュレッサーは重度の火傷で帰らぬ人となった。ルーアン・レゼサールにおけるF1はこの年が最後となった。ホンダもこの事故を受け、1968年シーズン限りでF1から撤退した。
1970年6月28日、F3でも死亡事故が発生し、ジャン=リュック・サロモンが4人のドライバーと衝突（なかでもボブ・ウォレックは衝突後に森の中に突っ込んで重傷を負った）し、頭部損傷で死亡した。さらにその5周前には、フランス人のダヤンがクラッシュバリアの間に挟まれていた。ダヤンは4日後の7月2日にルーアンの病院で死亡した。
1973年6月24日に開催されたヨーロッパF2選手権では、シェブロン・フォードBDA/ハートに乗るスコットランド人ドライバー、ゲリー・ビレルがフリー走行にて死亡。時速250kmで道路脇のブランケットに片輪を乗せてクラッシュ（パンクしたという説もある）。衝撃で金属製のレールの下に潜り込み、ビレルは斬首された。
1977年6月25日にルーアンGPの前に行われたフォーミュラ・ルノーのレースで、フランス人のフランソワ・ブルデーがヌーヴォーモンド・ヘアピンの立ち上がりでトラブルが発生。マシンはコントロールを失い、宙を舞って木に激突した。ブルデーはルーアンの病院に運ばれたが、その日のうちに死亡した。

## その後のレイアウト
1971年6月27日、最後のF2がN138を使った6.5kmのロングコースで行われた。このロングコースはオートルートA13がコースの北3分の1を分断するように建設されたため、1956年に新設されたN138へ合流する道路は工事開始後に撤去された。
さらに、1954年までのエトワール通りを使ったレイアウトはパドックや駐車場へのアクセス用の道路として使われていたために、サーキットとして使うことはできなかった。そのため、Gresil - Paradis間に初めて常設の区間が作られた。ちなみに、この区間はレース時のみに使われており、公道としては使用されなかった。さらに、一部路面やクラッシュバリアが変更され、タイムキーパーやピット、パドックなどの設備が170万フランの費用をかけて再建・拡張された。

## コースの危険性
安全性の都合上、F1が開催されなくなり、かわりにF2での開催が主となったルーアン・レゼサールであるが、そのF2でも安全性が問題となった。1973年6月24日に開催されたヨーロッパF2選手権の第9戦、ルーアンGPにて前述の通りフリー走行にてゲリー・ビレルが死亡。死亡事故後にドライバーからクラッシュバリアの脆さに不満の声が上がっていたという。
しかし、それに対して主催者は、コーナー手前にポリスチレンのブロックを4つおいて仮設シケインを作るだけであった。しかも、そのポリスチレンのブロックはレース中にズレたり破壊されていき、最終的にはほとんどスピードを落とさずに走ることができた。これにより、大事故が発生したという。翌年にはヌーヴォーモンド・ヘアピンの前に常設シケインが追加され、この後4年間に渡り死亡事故は発生しなかった。